# Acapetahua
Acapetahua es una localidad del estado mexicano de Chiapas. Es la cabecera del municipio de Acapetahua.

## Toponimia
El nombre «Acapetahua» proviene de los términos en náhuatl acatl, carrizo; petatl, petate; hua, posesivo. Su significado es «Los que tienen petates (hechos) de carrizo».

## Demografía
| Gráfica de evolución demográfica |
|                                  |

| Censo | Población |
| ----- | --------- |
| 1900  | 184       |
| 1910  | 375       |
| 1921  | 751       |
| 1930  | 1 043     |
| 1940  | 1 448     |
| 1950  | 2 931     |
| 1960  | 3 351     |
| 1970  | 3 136     |
| 1980  | 5 665     |
| 1990  | 4 859     |
| 2000  | 5 641     |
| 2010  | 6 194     |
| 2020  | 6 247     |